# Gabriel de Moratilla
Fray Gabriel de Moratilla, de nombre secular Gabriel Sánchez, (Moratilla, 9 de octubre de 1700-El Escorial, 25 de noviembre de 1788) fue un cantor, compositor y maestro de capilla español.

## Vida
Gabriel Sánchez nació en Moratilla de los Meleros, actualmente en la provincia de Guadalajara, el 9 de octubre de 1700, hijo de Juan Sánchez, sacristán mayor de la iglesia parroquial de la Asunción de Nuestra Señora, e Isabel Fernández, ambos nacidos y vecinos de Moratilla. Fue bautizado en la parroquia el día 14 de ese mismo mes.
Sus primeros estudios musicales fueron en el Monasterio de San Bartolomé en Lupiana. Al parecer, tras una travesura en Lupiana, el joven Gabriel huyó del monasterio temiendo el castigo, apareciendo un tiempo después en el Real Monasterio de San Lorenzo de El Escorial. En El Escorial los monjes lo oyer cantar y decidieron darle una plaza de tiple cantorcillo en la capilla de música.
Terminó su educación en el Real Monasterio y el 25 de agosto de 1717 le concedieron el hábito. Durante su noviciado cambió la voz de forma repentina a contralto, que mantuvo hasta sus últimos días. Tras el año de noviciado, profesó el 28 de agosto de 1718, adoptando su nombre religioso, Gabriel de Moratilla.
A partir de ese momento y durante cuarenta años se dedicó a la enseñanza de la música. En 1743 fallecía José del Valle, organista, compositor y maestro de capilla de El Escorial. Tras el fallecimiento, e prior se encontró casualmente con Moratilla y, según transmite Barbieri, se sucedió la siguiente escena:

«Padre Moratilla, vaya V. al instante a dospiner el entierro del padre Valle y tome esas llaves». Juzgando fray Gabriel que el prior se chanceaba, se le quedó mirando y riendo; mas el prelado le dijo: «No hay que replicar y no quiero enfadarme». Fue enseguida fray Gabriel a consultar el lance con el rector del colegio, exponiéndole varias razones, y entre ellas la de que no hallaba que conexión tenía el saber cantar un papel después de 32 años de argumentos, con el Maestro de Capilla, y menos aún no siendo compositor. A lo cual contestó el rector: «cuando el prelado la encuentra, sus razones tendrá, y , sobre todo, él lo manda y no hay que hacer otra cosa, sino obedecer». Así sucedió y fray Gabriel fue Maestro de capilla durante cerca de 34 años seguidos, cumpliendo con un esmero tan grande, que quedó memoria imperecedera en el convento de las brillantes funciones que dispuso y sin duda para eso debió dedicarse también al estudio de la composición, puesto que en el archivo de El Escorial quedan aún cuatro obras que llevan su apellido.

Estuvo en el cargo hasta 1757, fecha en la que tomó el cargo el padre Antonio Soler Ramos. Tras su magisterio en El Escorial fue elegido prior del monasterio de Santa Ana en Tendilla y del monasterio de Santa María de la Esperanza cerca de Segorbe. Luego fue nombrado vicario de la Abadía de Santa María Real, cerca de Marugán, para regresar a El Escorial como diputado y decano de la comunidad, ya muy viejo y achacoso.
Falleció en el Real Monasterio de El Escorial el 25 de noviembre de 1788, habiendo cantado hasta casi su último día.

## Obra
Quedan tres misas conservadas en El Escorial:
- Misa a ocho voces y acompañamiento;
- Misa sobre el Pange lingua a ocho voces;
- Misa a siete voces y órgano.